# Jailly-les-Moulins
Jailly-les-Moulins település Franciaországban, Côte-d’Or megyében. Lakosainak száma 76 fő (2022. január 1.). Jailly-les-Moulins Hauteroche, La Roche-Vanneau, Villeberny, Boux-sous-Salmaise és Dampierre-en-Montagne községekkel határos.

## Népesség
A település népességének változása:
| Lakosok száma | 130  | 117  | 116  | 94   | 97   | 93   | 82   | 77   | 75   | 76   |
|               | 1968 | 1982 | 1990 | 2006 | 2013 | 2015 | 2017 | 2019 | 2020 | 2022 |